# Pseudoboletus parasiticus
Bolet parasite
Espèce
Pseudoboletus parasiticus, le Bolet parasite, anciennement Xerocomus parasiticus, est une espèce de champignons basidiomycètes du genre Pseudoboletus dans la famille des Boletacées. C'est un bolet à l'allure xérocomoïde qui parasite les sclérodermes.

## Taxonomie
Le nom correct complet (avec auteur) de ce taxon est Pseudoboletus parasiticus (Bull.) Šutara. 
L'espèce a été initialement classée dans le genre Boletus sous le basionyme Boletus parasiticus Bull..
Il est l'une des deux seules espèces du genre Pseudoboletus, créé par Šutara pour isoler ces bolets xérocomoïdes qui ne sont pas mycorhiziques mais parasites. L'autre espèce du genre est un parasite des Astraeus.

### Synonymes
Pseudoboletus parasiticus a pour synonymes :
- Boletus parasiticus f. peylii Kavina
- Boletus parasiticus var. piperatoides J.Blum
- Boletus parasiticus Bull.
- Boletus parasiticus Fr.
- Boletus parasitus
- Ceriomyces parasiticus (Bull.) Murrill
- Pseudoboletus parasiticus f. peylii (Kavina) Blanco-Dios
- Pseudoboletus parasiticus f. piperatoides (J.Blum) Blanco-Dios
- Pseudoboletus parasiticus var. piperatoides (J.Blum) C.Hahn
- Suillus parasiticus (Bull.) Kuntze
- Versipellis parasitica (Bull.) Quél.
- Xerocomus parasiticus f. piperatoides (J.Blum) R.Mazza
- Xerocomus parasiticus (Bull.) Quél.

## Description du sporophore
Les bolets sont des champignons dont l'hyménophore, constitué de tubes et terminés par des pores, se sépare facilement de la chair du chapeau. Ce chapeau d'abord rond, recouvert d'une cuticule, devient convexe à mesure qu’il vieillit. Ils ont un pied (stipe) central assez épais et une chair compacte. Les caractéristiques morphologiques de P. parasiticus  sont les suivantes :
Son chapeau mesure 2,5 à 7 cm, il est sec et même feutré, de couleur jaune ochracé à brun-jaune verdâtre.
L'hyménophore présentes des tubes adnés puis un peu décurrents, de couleur jaune vif puis jaune brunâtre. Les pores sont concolores aux tubes, amples, se tachant de brun par endroits.
Son stipe mesure 3 à 7 cm x 0,5 à 1,5 cm, en pointe et courbé à la base, jaune ochracé avec de petites mèches ou des flocons brunâtres.
La chair est jaune, un peu plus colorée (brun ochracé) dans le chapeau et le cortex du pied. Sa saveur est douce et son odeur est très faible.

### Caractéristiques microscopiques
Ses spores mesurent 13 à 17 μm x 3,5 à 5 μm, elles sont allongées-fusoïdes.

## Galerie

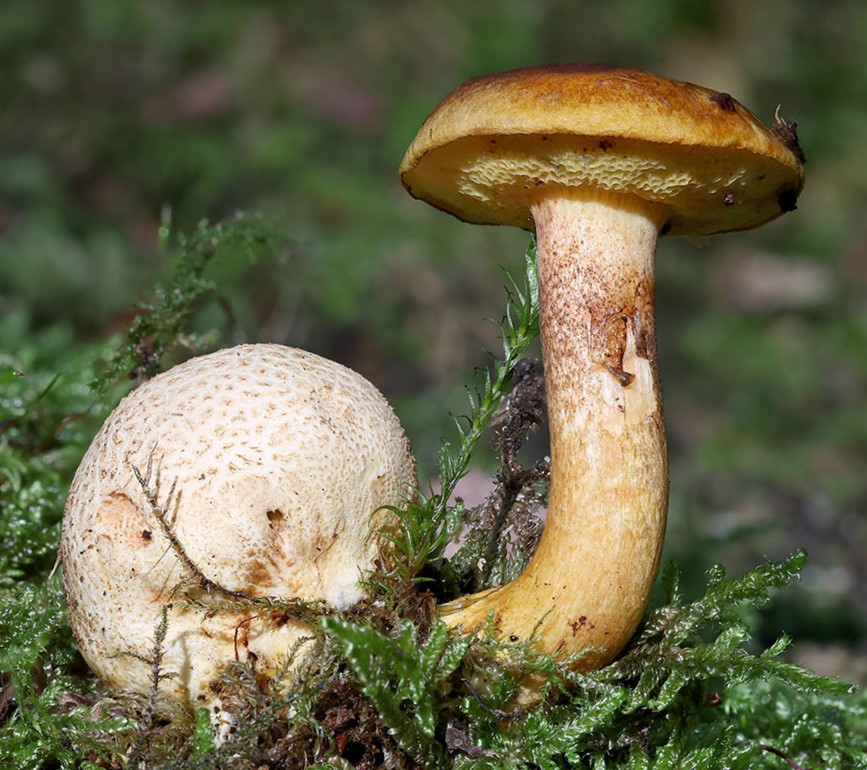
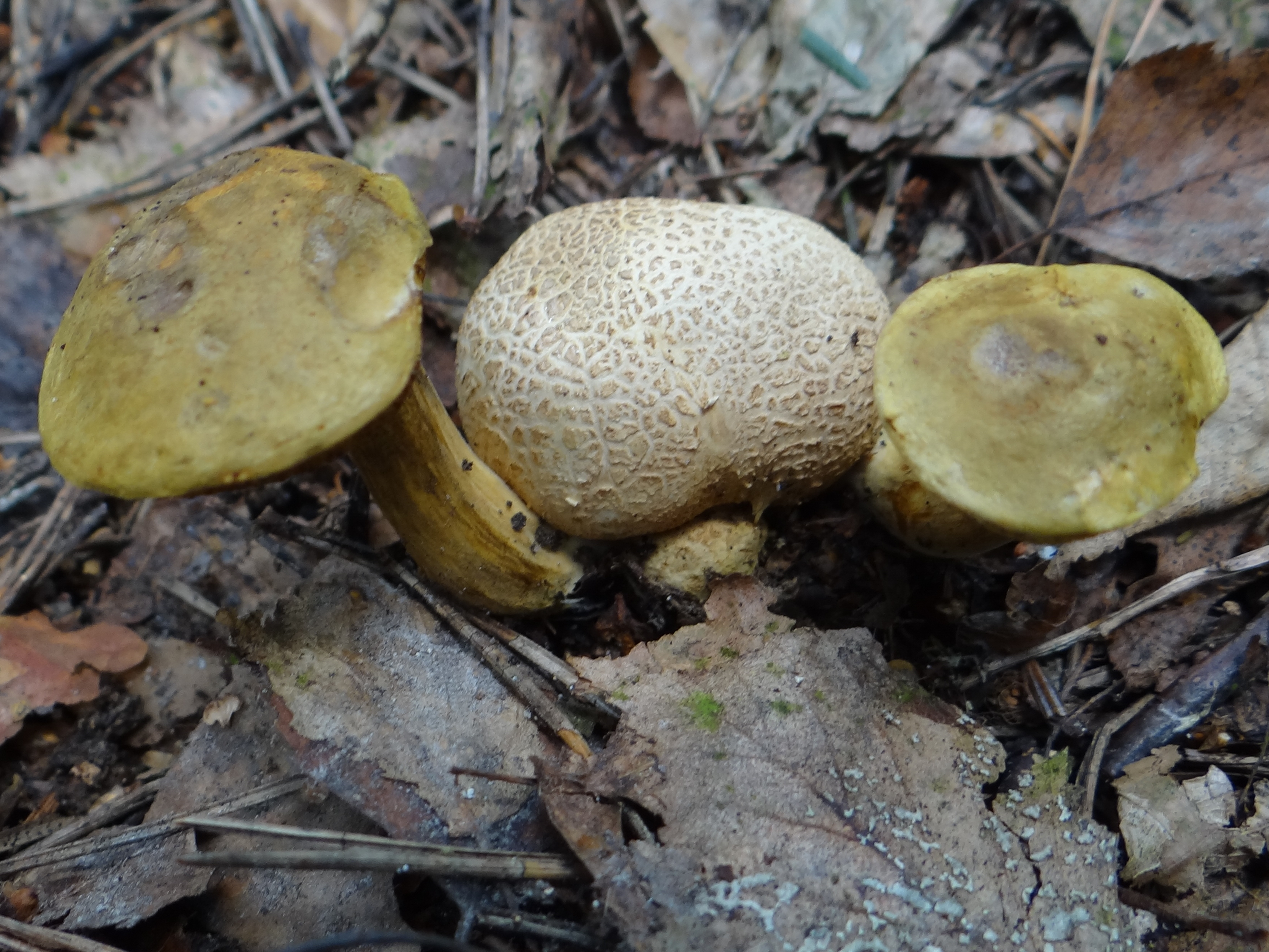
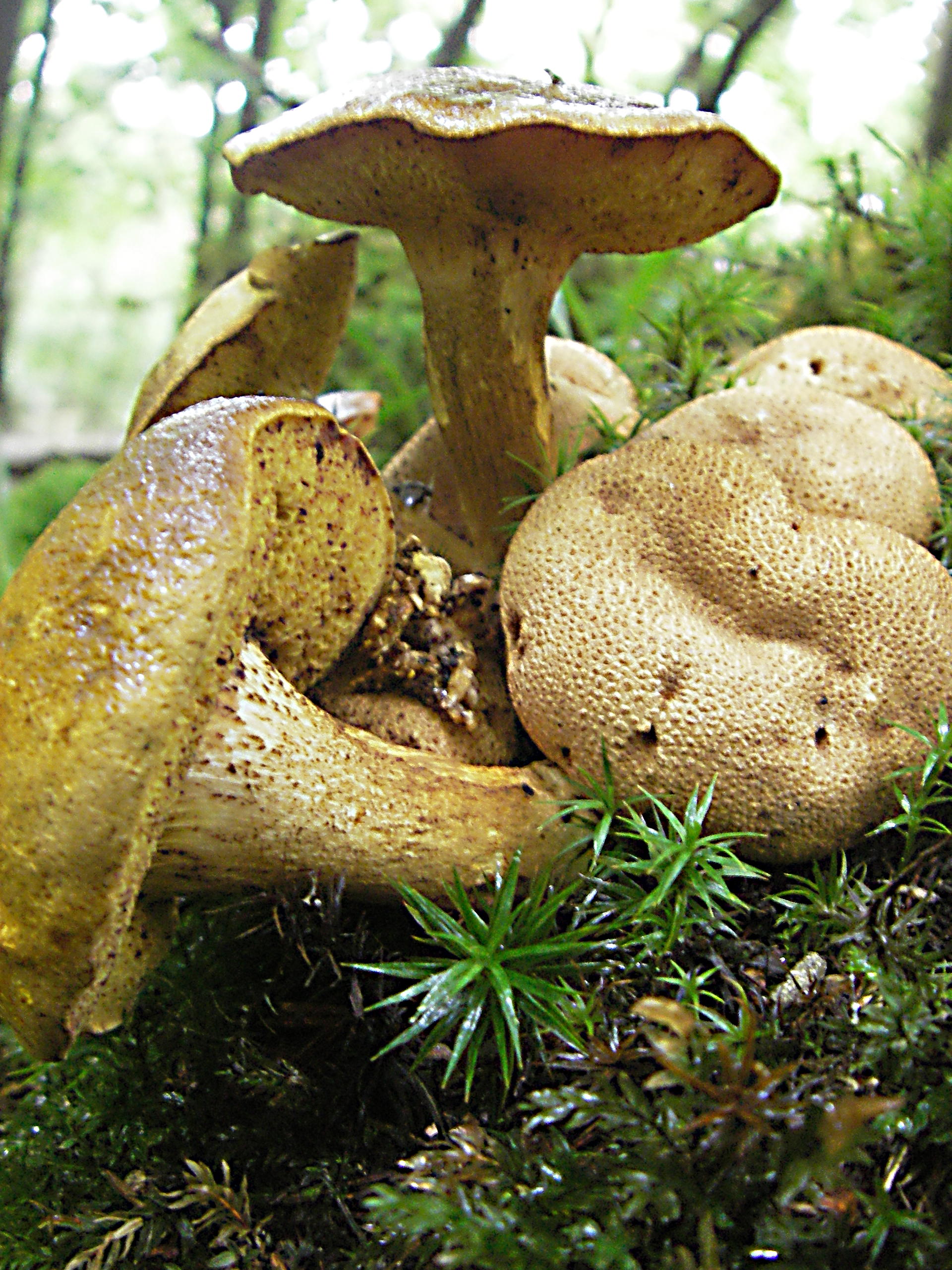
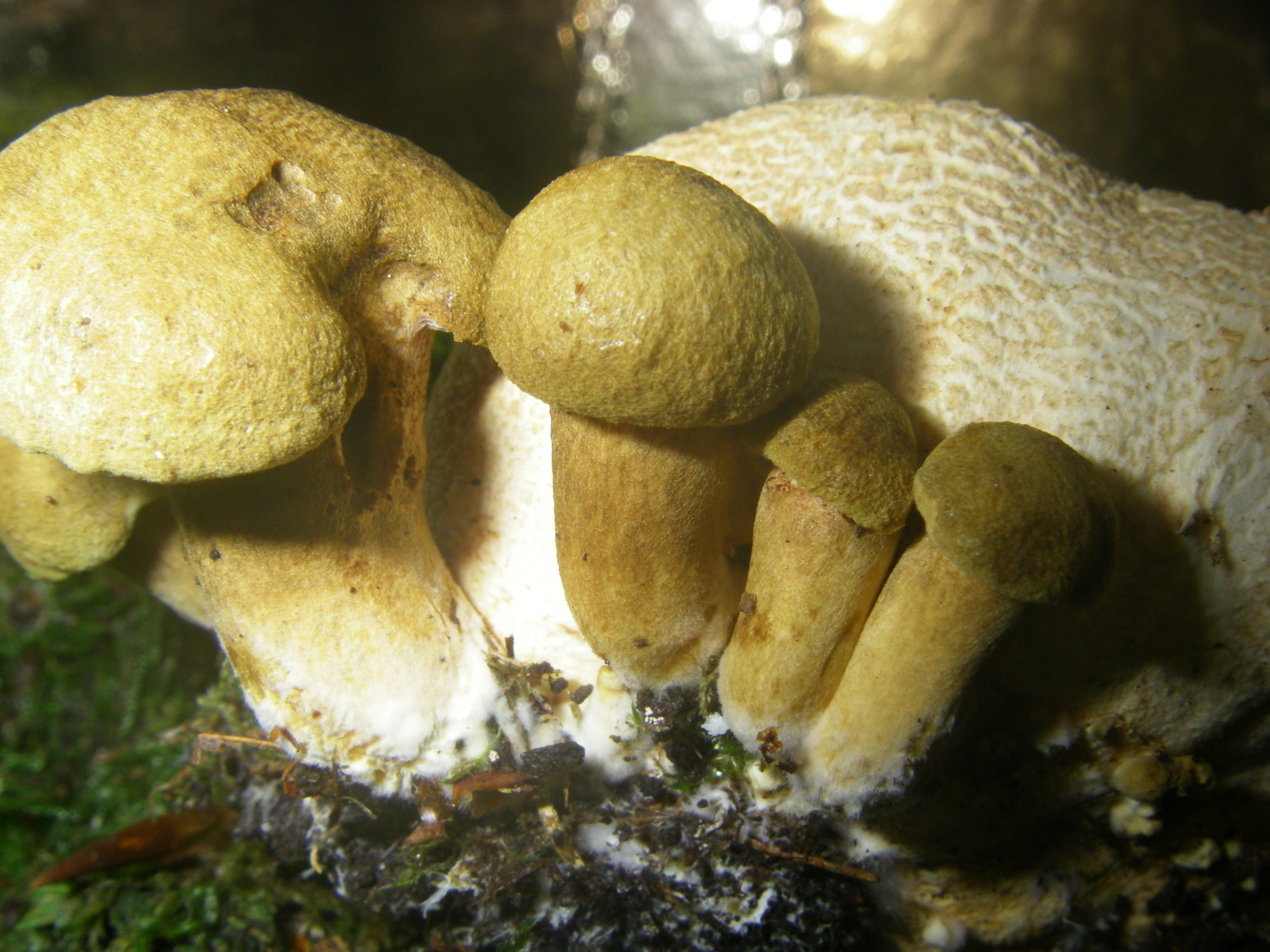
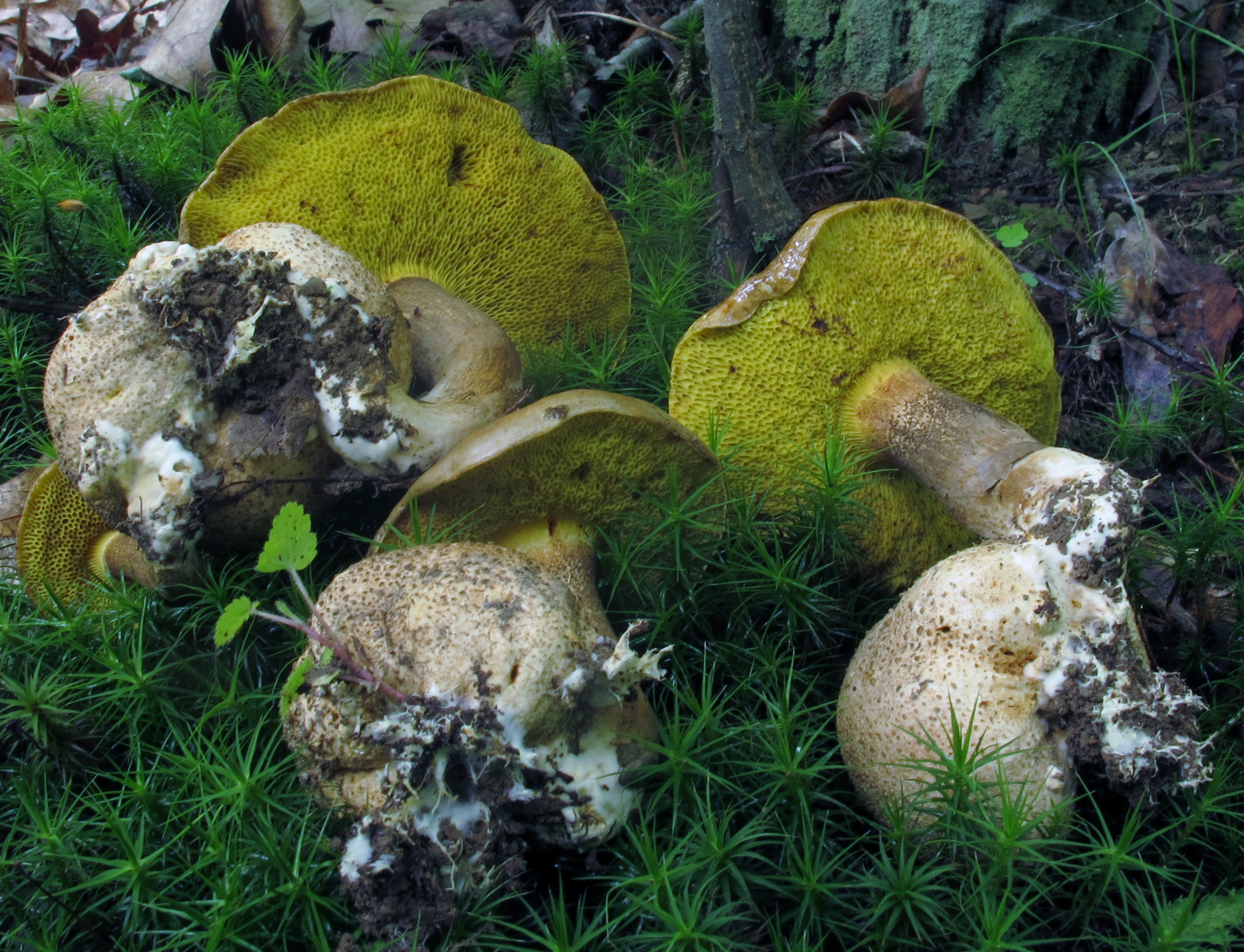
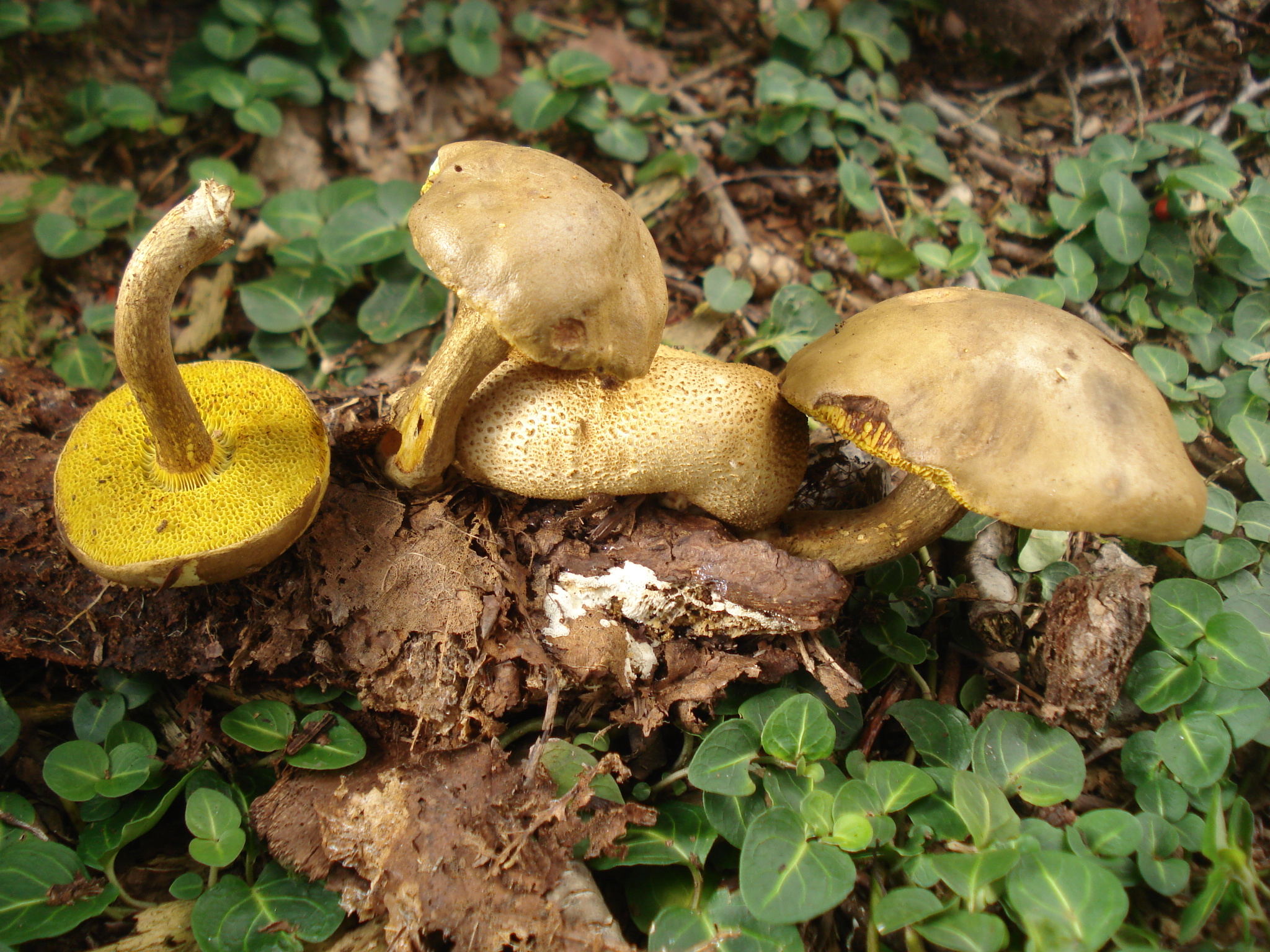
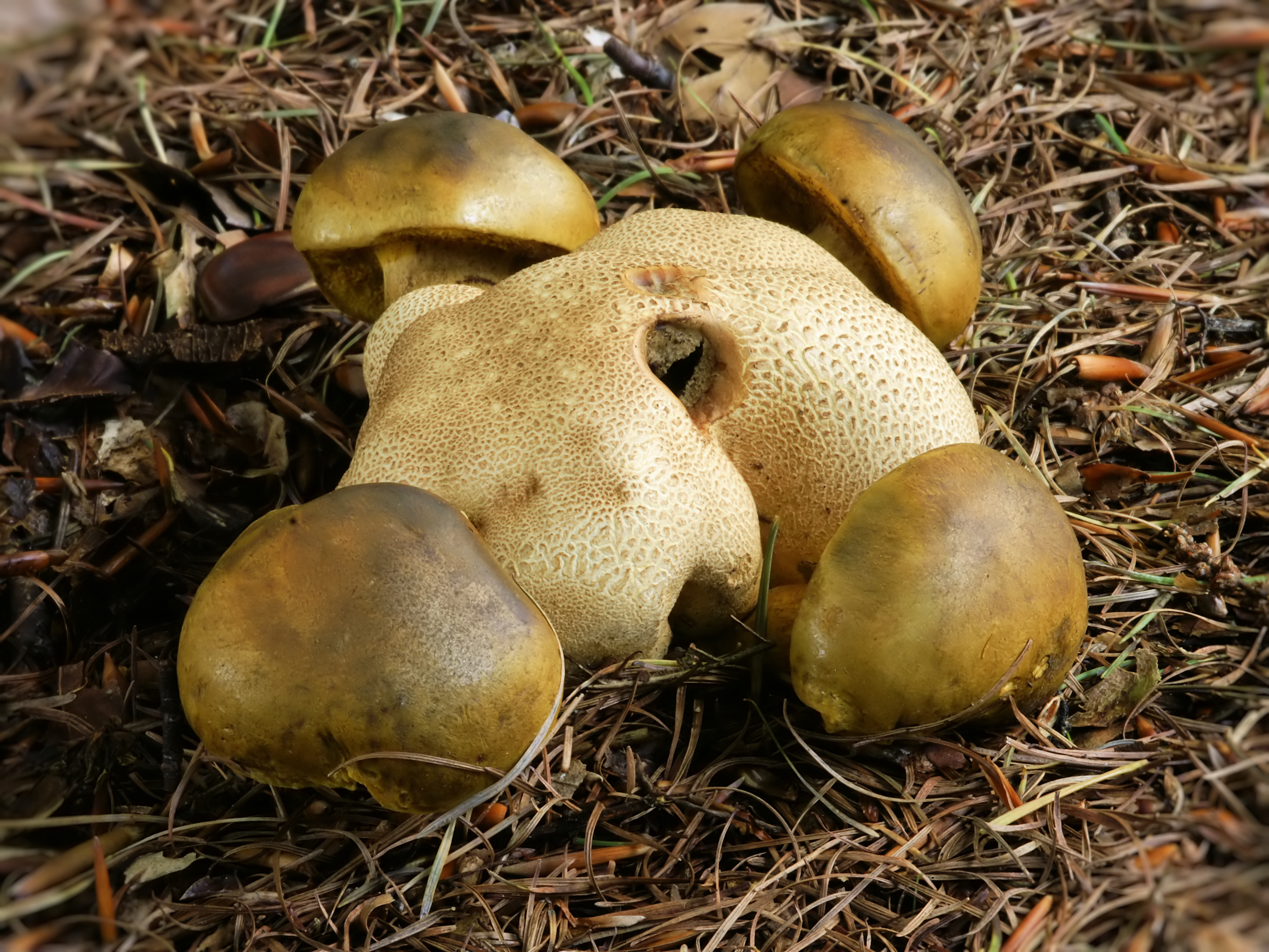
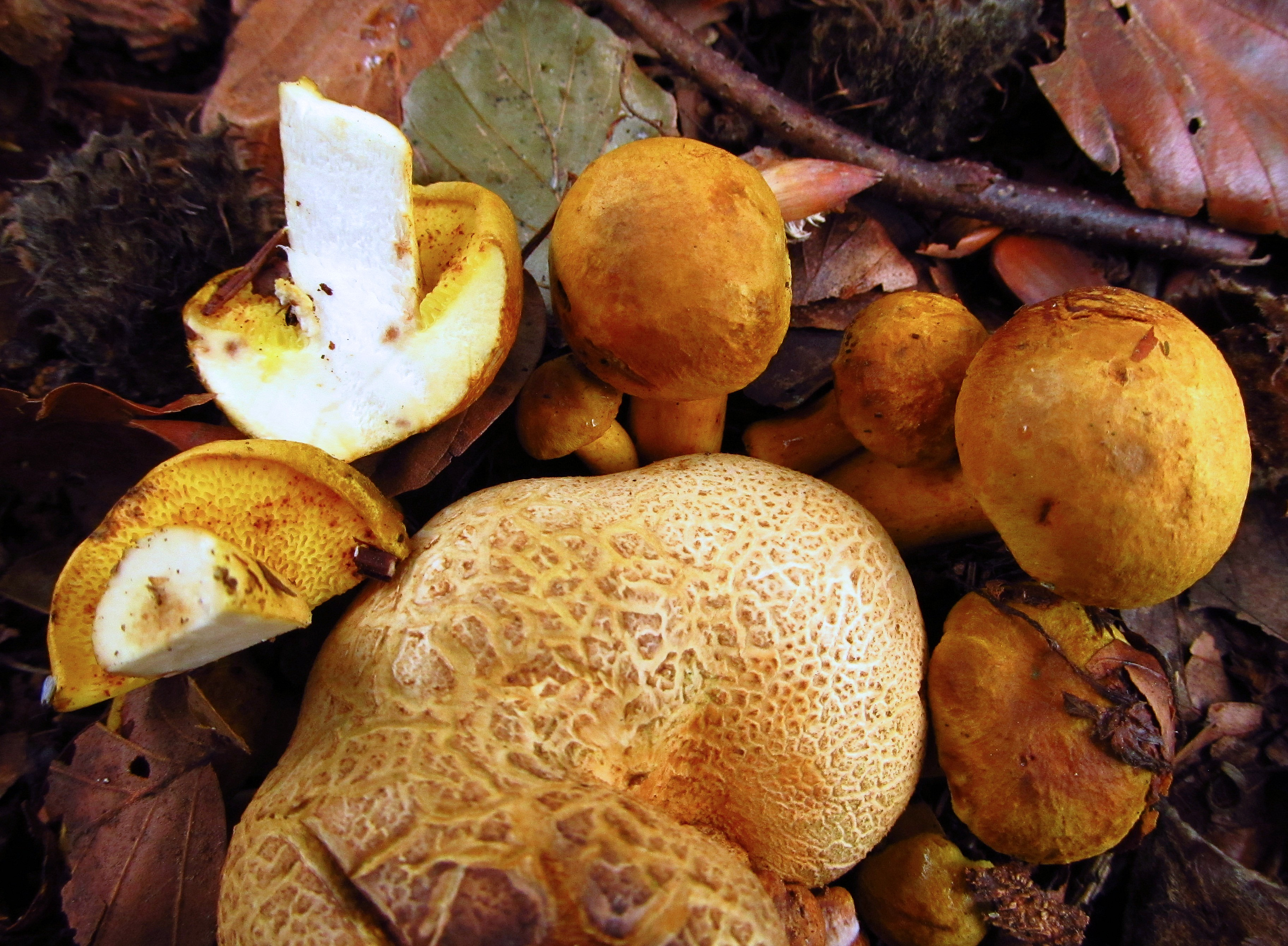
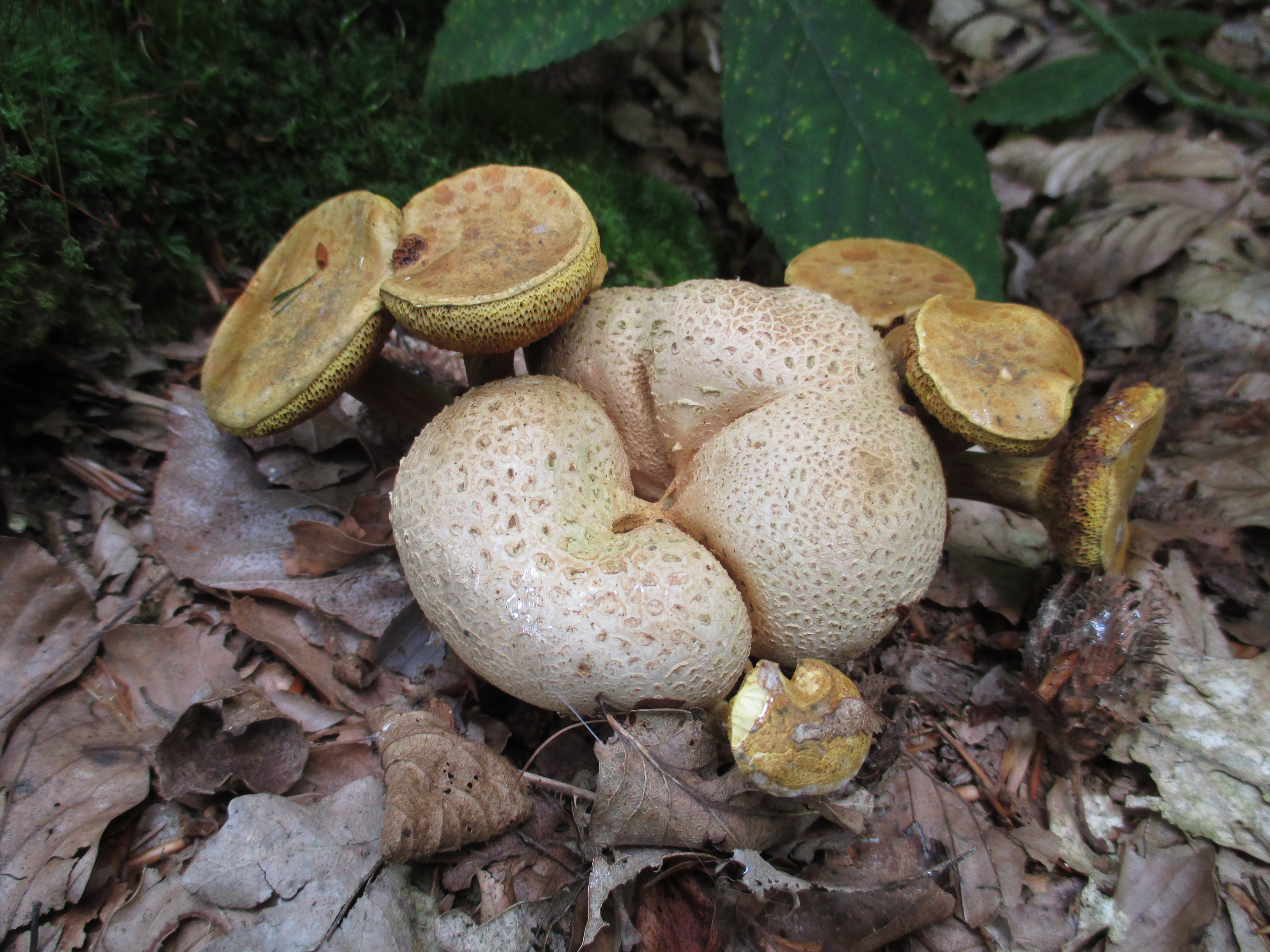
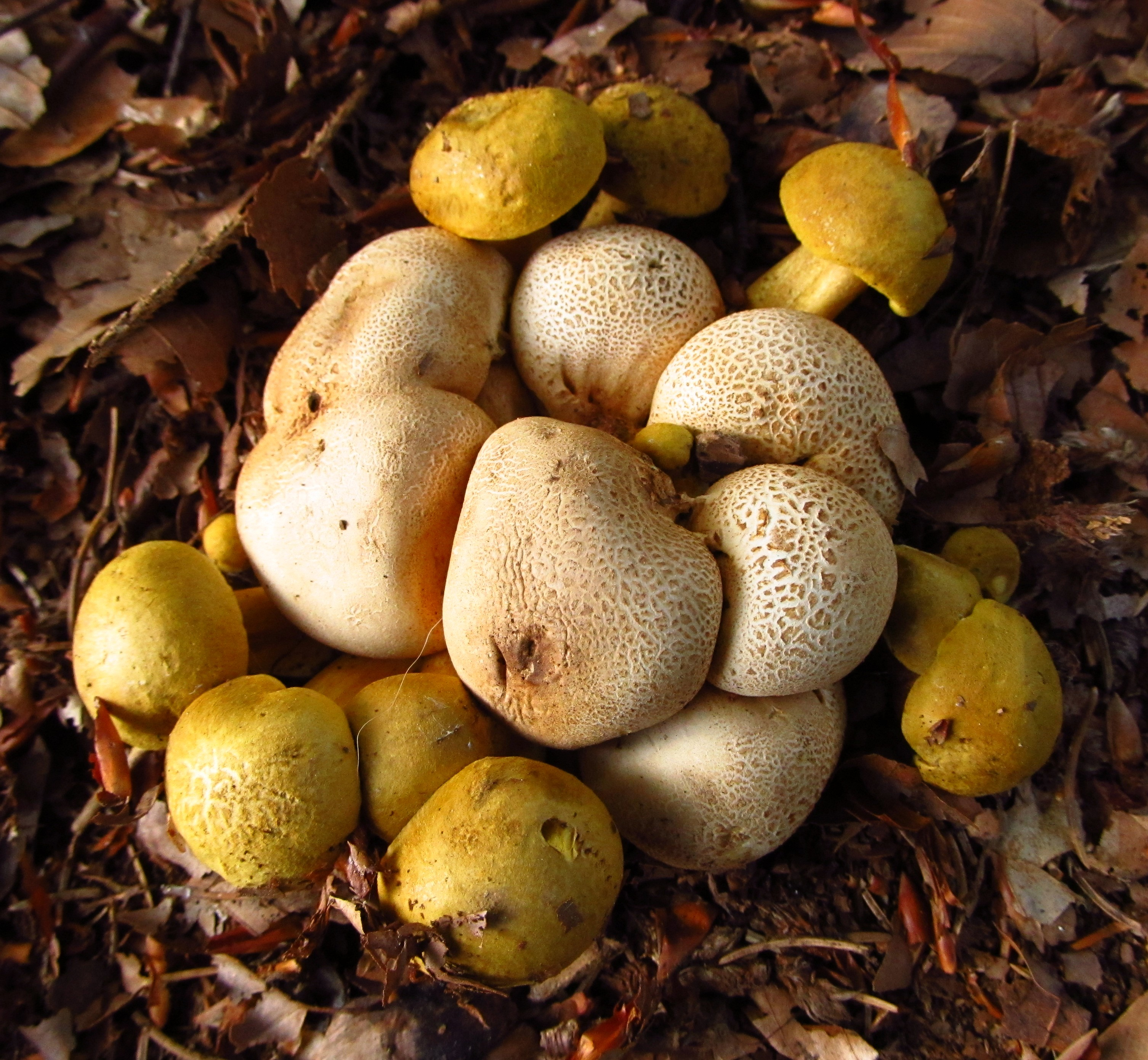

## Variétés et formes
- Pseudoboletus parasiticus f. piperatoides, pores orangés à rougeâtres, spores souvent tronquées[3].
- Pseudoboletus parasiticus f. peylii, chapeau jaune, visqueux et luisant sec. Spores plus petites 14-15 x 4 μm[3].

## Habitat et distribution
Espèce acidophile comme son hôte, le bolet parasite pousse d'août à octobre accolé aux sclérodermes et notamment au plus courant d'entre eux, Scleroderma citrinum. Solitaire ou en groupes pouvant atteindre la dizaine d'individus autour de la même "victime", il se développe à partir de la base du scléroderme, au niveau des cordons mycéliens et l'accompagne dans sa croissance, en contournant le flanc courbé avant de se redresser. Il ne tue pas son hôte mais retarde la maturation des spores,.

## Comestibilité
Comme tous les Xerocomus au sens large, le Bolet parasite est une espèce d'intérêt culinaire donné comme moyen de par son faible goût et sa petite taille. Contrairement à son hôte, il ne semble pas être toxique, mais sa petite taille et relative rareté peut remettre en cause la pertinence de sa récolte, il peut être considéré comme sans interêt alimentaire .

## Confusions possibles
Ne serait-ce son habitat, le bolet parasite pourrait se confondre avec d'autres Xerocomus au sens large tels que  le Bolet subtomenteux (Xerocomus subtomentosus), comestible, ou  le Bolet bai (Imleria badia), comestible réputé, mais la présence du scléroderme ne permet aucune confusion.
Il existe, dans des genres éloignés, d'autres champignons parasites de champignons, par exemple Asterophora parasitica sur certaines russulacées.